# 葡萄牙人与马来人的军事冲突
葡萄牙人與馬來人的軍事衝突是指在1509年至1641年葡萄牙勢力與馬來半島上的馬來人諸政權在马来半岛尤其在马六甲海峡海域和濱海區域所發生的軍事衝突。

## 背景
15世紀始，歐洲沿海諸國因鄂圖曼帝國的崛起而不得已須尋找新的貿易路綫和對象，轉而果斷下海探索，開啓大航海時代。葡萄牙探險家達嘉馬於1498年4月抵達印度科澤科德，並於1499年返回里斯本，歐洲航海展開新的時代，許多航海家沿著達嘉馬東往的路綫前往亞洲，開啓了對香料的殖民時期。
一直以來，葡萄牙的香料貿易都是經由阿拉伯世界的埃及、摩洛哥、突尼斯、阿拉伯、波斯等國幾經轉手到威尼斯商人手上才易得，14世紀後期由於鄂圖曼帝國的崛起斷絕了歐洲人前往亞洲的陸路貿易路綫，歐洲人因轉而下海尋找航海路綫。最先啓航的國家乃是西班牙及葡萄牙等歐洲濱海國家。早在1505年，試圖控制東亞香料貿易的葡萄牙人對輝煌時期的馬六甲蘇丹國已有所耳聞，該國位於馬六甲海峽，吸納了來自印度和紅海地區的商船，以及南洋和明朝的商隊在此貿易交換，且馬六甲東面靠山、西面又有蘇門答臘島的阻隔，造就東北季候風和西南季候風甚少對此造成影響，因而成爲各地商人的中轉站，馬六甲也因此富甲一方，成為東西方海上貿易線上的要衝。葡萄牙國王認爲控制此地便可有效壟斷這條貿易路綫，甚至能獲得不少香料供應，能爲己國獲利不菲，決定控制該地。

## 對戰馬六甲蘇丹國 (1509–1526)

### 1509年馬六甲戰役
1509年8月1日，葡萄牙上將迪奧戈·德塞奎拉奉葡萄牙國主之命，攜帶公文禮物，率領五艘船艦抵達馬六甲。西奎拉一行人登陸後隨即遭到好奇的馬六甲人圍觀議論。之後西奎拉得見宰相敦墨太修，要求登岸從事貿易和建立商站。雖然在葡萄牙人剛至之時蘇丹馬末沙應允葡萄牙人在此開設貿易站，但是馬六甲的阿拉伯穆斯林商人們擔心葡萄牙會損壞他們的商業利益，而宰相敦墨泰希也和商人們有着密切的利益關係。敦墨泰希拒絕葡萄牙的要求。
其時宰相敦墨太修在早前便為葡萄牙人到達印度後擔心，懼怕葡萄牙人會戰領此處，殖民當地。敦墨泰希慫恿蘇丹馬末沙殺死來訪的歐洲商人和艦隊，尤其迪奧戈·德塞奎拉。於是在自己的王宮內擺下宴會，企圖將塞奎拉騙上岸後俘虜起來，更策劃搶占葡萄牙人的船隻。然而計劃走漏風聲，西奎拉連忙率領2艘船逃跑並燒掉了自己的2艘船。停留在港口的葡萄牙船隻也遭到刺客的驟擊，而滯留在岸上的二十餘葡萄牙官兵則被俘虜。

### 1511年馬六甲圍城戰
德塞奎拉留在馬六甲的葡萄牙商人以貿易站長瑞·德亞拉霍（Rui de Araújo）爲首，被囚禁監獄後他想法設法取得外界信息，並寫了一封信，寄托印度商人將此信寄予時任葡屬印度總督阿方索·德·阿爾布克爾克。
阿方索得知此訊後，即刻率領19艘船隻，700名將士和300名柯枝人後備軍遠征馬六甲。這時葡軍占領印度西岸的果阿已久，並以此為向東發展的基地。當時，在已經控制紅海與印度洋地區，對馬六甲早就虎視眈眈。7月7日，葡萄牙戰艦抵達馬六甲，對馬六甲進行炮擊，同時派遣陸戰隊燒毀港口的船艦和建築物。蘇丹馬末沙求和，雙方展開談判工作。葡萄牙之後得到城內的中國商人和水手幫忙，不但使用商船的小船用於登陸作戰，還大大削弱了的馬六甲的防禦實力。阿方索要求蘇丹馬末沙釋放被俘虜的葡萄牙士兵，並賠償損失。蘇丹馬末沙為了緩解局勢，將一切責任推給已經被處死的敦墨泰希，並答應釋放葡萄牙士兵，但要求葡萄牙將戰艦退出馬六甲港口。阿方索只撤離部分小船，大型戰艦仍停留海港，期間雙方陸續以試探性的方式攻擊對方。雖然蘇丹馬末沙後來依約釋放葡萄牙士兵，但葡萄牙的真正目的是占領馬六甲，因此不斷向馬六甲提出諸如建築碉堡等苛刻要求。面對愈來嚴苛的要求，蘇丹馬末沙强硬拒絕，最後雙方談判破裂。
情況危急，戰爭一觸即發。蘇丹馬末沙命人在馬六甲河口建立碉堡，並派軍駐守城内要塞扼守通往城區的大橋，時刻加緊城區防禦，在陣地上部署火銃和火炮。馬六甲城區碉堡駐守著3萬有餘的馬來士兵，和1萬名蘇門答臘和爪哇雇傭兵。但由於長年輝煌，本身偏弱的馬來士兵不足為防，且有手握兵權之將領者深信馬六甲不敵軍操自律的葡軍而臨陣逃脫。
7月25日，葡萄牙軍隊對馬六甲城發動攻勢，葡軍對大橋和城市發動兩面攻勢，首先發現的馬來士兵立即開火炮轟葡軍，而700百餘名馬來騎兵出城繞到葡軍後方襲擊。葡軍此時發揮了武器和戰術優勢，組成方陣防禦馬來步騎隊的圍攻，很快就擊潰馬來兵。之後馬來軍退守城區，王子穆扎法率領20頭戰象反擊，葡軍節節敗退，加上馬來軍的炮轟，不敵退守港口外的戰艦。夜晚馬來士兵一舉偷襲葡軍軍艦，卻遭早有准備的葡軍擊退。8月8日，葡軍一舉圍城，馬來士兵無心戀戰紛紛棄器投降，蘇丹棄城逃亡蘇門答臘島，馬六甲城淪陷。8月24日，葡軍完全控制馬六甲城，收繳大量兵器金銀，建立葡屬馬六甲。
葡萄牙占領馬六甲一事對時任葡萄牙國王的曼努埃一世意義重大，也是葡萄牙在遠東與西班牙（卡斯蒂利亞人）的競爭。阿方索遠征馬六甲也是對重新征服事業的一種延續。

### 1515年蘇門答臘戰役
约1515年6月，豪爾赫·博特略（Jorge Botelho）率領戰艦11艘，100名葡軍和500名爪哇雇傭兵在蘇門答臘廖内擊潰蘇丹馬末沙的殘部，解救被馬六甲殘兵圍城的葡萄牙盟友金寶（Kampar, Sumatera）。共有80艘lancharas的林加艦隊（馬六甲殘部艦隊）被俘，作禮贈予金寶蘇丹。
其後，馬六甲總督豪爾赫·德阿爾伯克基（Jorge de Albuquerque）得知蘇丹馬末沙將派遣艦隊攻擊在米南加保地區（蘇門答臘省中央山地）貿易的葡萄牙船隻後，派遣弗朗西斯科·德梅（Francisco de Melo）洛率領9艘槳船和100名葡萄牙士兵前去保護，在錫河（Sungai Siak）敗走蘇丹馬末沙殘部。

### 1520年巴莪戰役
圍城戰後葡人攻占馬六甲，帶領馬六甲王室殘部逃亡柔佛巴莪（Pagoh），並於此建立堡壘，且不時出兵馬六甲試探葡人，以期何時可重奪馬六甲。爲此，葡屬印度總督索亞里斯·德·亞爾伯加利亞（Lopo Soares de Albergaria）曾派遣亞雷索·德·梅尼西斯（Dom Aleixo de Meneses）率領三艘船隻及三百名將士去往馬六甲，以圖攻占巴莪城，甚至殺死蘇丹馬末沙及其舊部，以窮後患。
梅尼西斯於1518年六月到達馬六甲，之後便率軍南下柔佛麻坡（Muar）。葡軍艦隊不幾日便以炮火兵封麻坡河河口，蘇丹唯有祭出和平條約。梅尼西斯未然，只是接受條約，撤軍返回果阿，豈知蘇丹馬末沙即刻便部署軍隊以陸路和海路攻占馬六甲城，以85艘蘭加朗船艦隊進攻甲城。只是葡軍獲知此訊後立即派兵前往馬六甲，17日後蘇丹及其軍不敵葡軍，以600死對葡軍15死告終，蘇丹及其餘下的王室成員和軍隊唯有再次撤軍退守柔佛。
其時蘇丹馬末沙的艦隊中有位來自爪哇的船長因爲與蘇丹之間產生不好的瓜葛，蘇丹爲此擒虜其妻，此人因而叛逃馬六甲投靠葡人，且將蘇丹在麻坡河口的軍事防禦狀況一一告知葡人。葡屬印度總督即又派遣軍隊前往麻坡，不幾日便摧毀了蘇丹馬末沙在麻坡河口的防綫，繳獲60門大炮。梅尼西斯即刻便將此訊告知印度總督，爲此總督再次派遣安東尼奧·克雷雅（António Correia）率領兩艘卡拉維爾帆船、一艘布里根廷船及150名將士大破巴莪。1519年9月大敗蘇丹馬末沙殘部。1520年7月15日攻陷巴莪城，蘇丹馬末沙帶領殘部逃亡到彭亨。